# Ryszard Burchacki

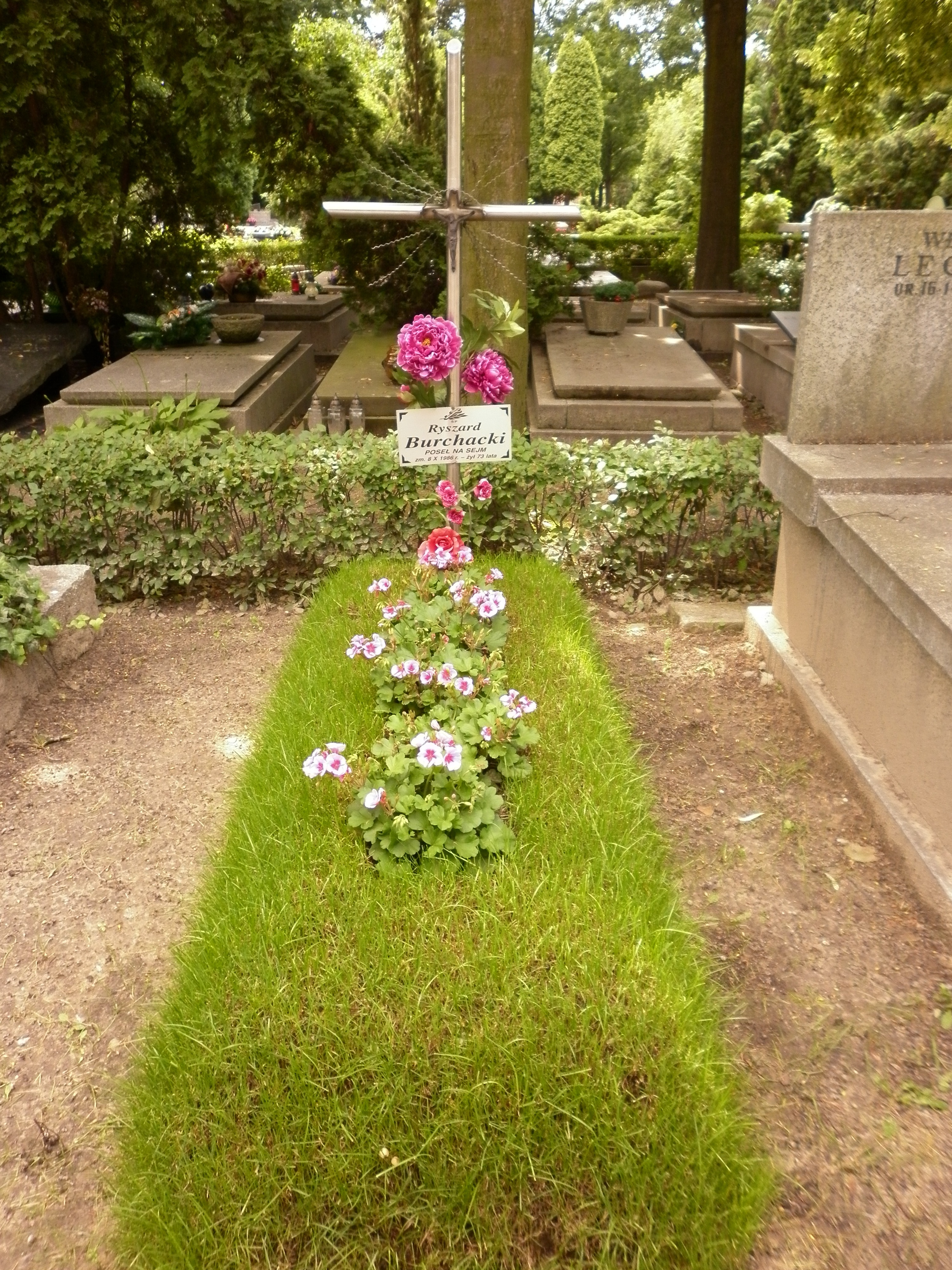
Grób Ryszarda Burchackiego na Cmentarzu Wojskowym na Powązkach

Ryszard Burchacki (ur. 5 listopada 1913 w Warszawie, zm. 8 października 1986 tamże) – polski polityk, poseł na Sejm PRL III kadencji w latach 1961–1965.

## Życiorys
Syn Teofila i Marianny. Ukończył studia na Wydziale Prawa Uniwersytetu Warszawskiego. W latach 1933–1936 członek Związku Polskiej Młodzieży Demokratycznej, w latach 1937–1939 należał do Klubu Demokratycznego w Warszawie, w 1938 przystąpił do Stronnictwa Demokratycznego. W czasie II wojny światowej odbył aplikację sądową w stolicy, pracował jako kierownik kancelarii adwokackiej Mariana Nowakowskiego. Podczas powstania warszawskiego wywieziony do Rzeszy, gdzie przebywał w obozie pracy.
Po II wojnie światowej zgłosił się do pracy w resorcie sprawiedliwości, w 1945 złożył egzamin sędziowski i pracował kolejno jako asesor i podprokurator Sądu Okręgowego w Warszawie, następnie jako wiceprokurator delegowany do Nadzoru Prokuratorskiego Ministerstwa Sprawiedliwości. W 1951 został mianowany wiceprokuratorem Generalnej Prokuratury ze skierowaniem do pracy w Departamencie Nadzoru Ogólnego, gdzie pełnił funkcję naczelnika wydziału w tym departamencie, naczelnika Samodzielnego Wydziału Kolejowego i pełniącego obowiązki dyrektora Departamentu Nadzoru Ogólnego. W 1953 został mianowany dyrektorem tego departamentu. W 1955 Rada Państwa nadała mu stopień Prokuratora Prokuratury Generalnej (1955–1958).
Od 1945 zasiadał w prezydium Dzielnicowej Radzie Narodowej Pragi-Północ, sprawował funkcję wiceprzewodniczącego Warszawskiej Wojewódzkiej Rady Narodowej (1947–1949), w latach 1954–1960 był radnym Rady Narodowej miasta stołecznego Warszawy. Był członkiem Towarzystwa Przyjaźni Polsko-Radzieckiej, a od 1945 członkiem prezydium Zarządu Głównego Zrzeszenia Prawników Polskich. W 1961 został posłem na Sejm PRL z okręgu Leszno, był zastępcą przewodniczącego Komisji Spraw Wewnętrznych. Po zakończeniu pracy w parlamencie został wiceprezesem Głównego Komitetu Arbitrażowego (1965–1976).
W strukturach SD pełnił funkcje kierownika Wydziału Prasy i Propagandy Wojewódzkiego Komitetu Warszawskiego (do 1945), członka (od 1945) i przewodniczącego (1945–1946) sądu partyjnego okręgu warszawskiego, członka centralnego sądu partyjnego Centralnego Komitetu (1946–1949, 1969–1981), członka prezydium (1947–1953), wiceprezesa (1947–1949), sekretarza (1949–1951) Wojewódzkiego Komitetu Warszawskiego, zastępcy sekretarza generalnego (od 1958) i sekretarza (1961–1965) CK.
Odznaczony m.in. Orderem Sztandaru Pracy II klasy, Krzyżem Kawalerskim (1954), Oficerskim i Komandorskim Orderu Odrodzenia Polski, Złotym Krzyżem Zasługi (1946), Medalem 10-lecia Polski Ludowej (1955), Medalem 30-lecia Polski Ludowej i Medalem 40-lecia Polski Ludowej oraz Odznaką „Zasłużonemu Działaczowi Stronnictwa Demokratycznego”.
Zmarł jesienią 1986. Został pochowany w Warszawie na Cmentarzu Komunalnym na Powązkach (kwatera 31B-tuje-3). Miał syna Michała.